# Oplonia purpurascens
Oplonia purpurascens là một loài thực vật có hoa trong họ Ô rô. Loài này được (Griseb.) Stearn mô tả khoa học đầu tiên năm 1971.